# حد الرويسات

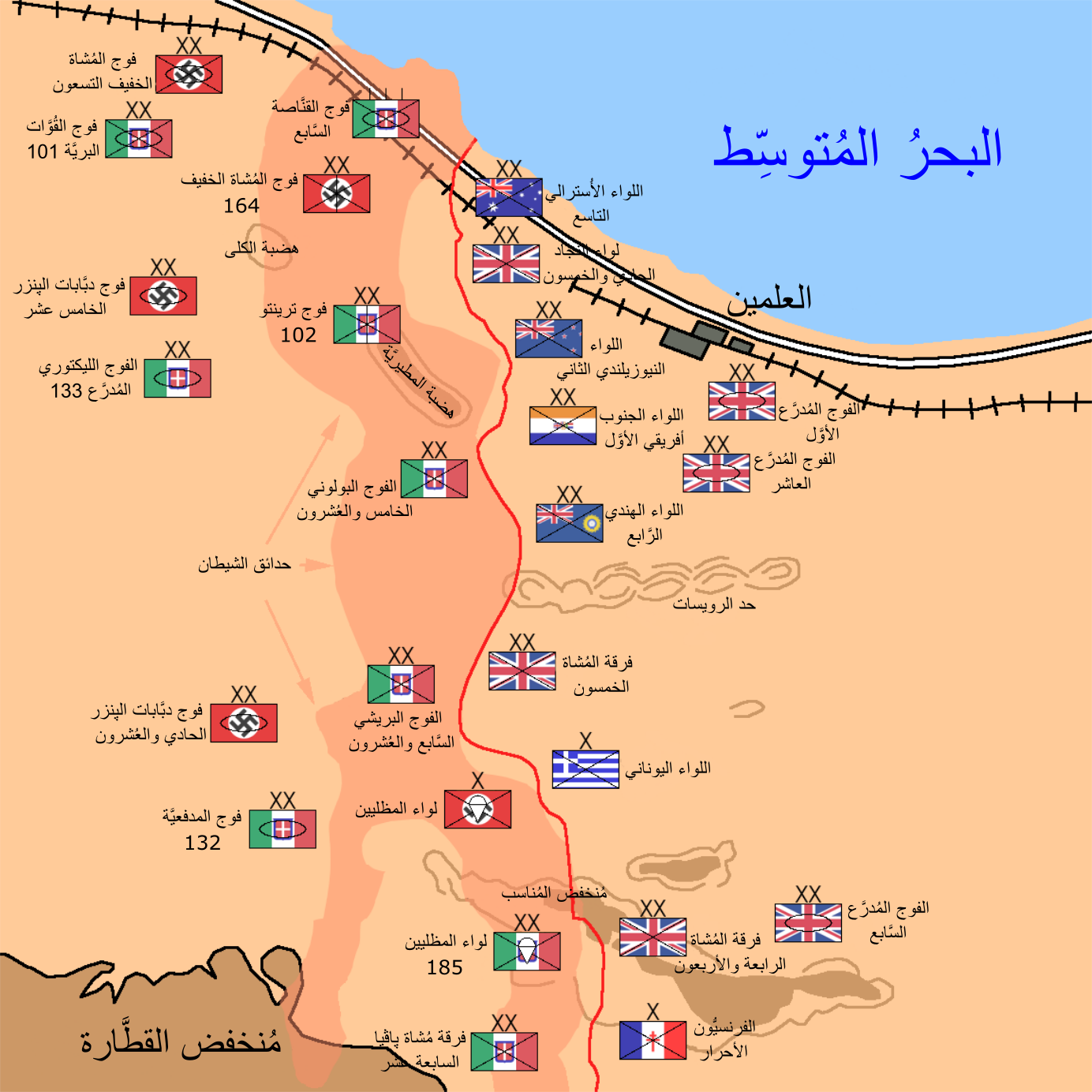
خريطة يظهر في منتصفها حد الرويسات

حد الرويسات هو معلم جغرافي في الصحراء الغربية المصرية، يقطع الطريق بين البحر المتوسط ومنخفض القطارة. شكل الحد جزءً هامًا من خط الدفاع في معركة العلمين الأولى والثانية. في معركة العلمين الثانية، كانت كتيبة المشاة الرابعة الهندية مسئولة عن تأمينه.
‌